# 林彪 (民国)
林 彪（りん ひょう）は、中華民国の政治家、裁判官、弁護士。字は礼源。中華人民共和国の元帥・党副主席として著名な林彪とは同姓同名の別人である。

## 事績
最初はベルギーに留学し、その後アメリカに移って、ウィスコンシン大学を卒業した。続いてドイツのヴュルツブルク大学に入学し、法学博士号を取得した。1923年（民国12年）に帰国し、孫文（孫中山）が率いる広東軍政府に加入して、大元帥府秘書に任命された。以後、ドイツ公使館館員、国立北京大学講師、上海臨時法院推事を歴任している。
1928年（民国17年）12月、国民政府司法院秘書となり、翌年4月、江蘇高等法院署理院長に就任した。1934年（民国23年）3月に辞職して、蘇州で弁護士を開業した。1940年（民国29年）3月、汪兆銘（汪精衛）が南京国民政府を樹立すると、林彪は行政法院院長に任命され、政権崩壊まで一貫して在任した。1945年（民国34年）1月、各国在華治外法権撤廃委員会委員を兼任している。
汪兆銘政権崩壊後における林彪の消息は不明である。